# Thank you girl
Thank you girl is een lied geschreven door John Lennon en Paul McCartney van de Britse popgroep The Beatles, dat in 1963 op single verscheen als achterkant van From me to you. De plaat was de derde single van The Beatles en hun tweede nummer één-hit in Engeland. Ook in de Verenigde Staten werd From me to you als single uitgegeven, maar daar haalde het nummer in eerste instantie niet de hitlijsten. Na het succes van I Want to hold your hand werd From me to you in 1964 nogmaals uitgegeven in de Verenigde Staten, ditmaal als een single met een dubbele A-kant (de andere A-kant was Please please me). Deze keer haalde From me to you wel de Amerikaanse hitlijsten.
Ook Thank you girl kreeg in de Verenigde Staten een tweede leven, als B-kant van Do you want to know a secret, die op 23 maart 1964 uitkwam. Deze single haalde de tweede plaats in de Billboard Hot 100.

## Achtergrond
Lennon en McCartney schreven het nummer waarschijnlijk samen. McCartney dacht achteraf dat zijn inbreng iets groter was. De titel was een eerbetoon aan de vrouwelijke fans van de groep, die onvermoeibaar fanmail bleven sturen. De ik-figuur in het liedje bedankt zijn vriendin voor haar niet aflatende liefde.

## Opname
Thank you girl werd op 5 maart 1963 opgenomen in de Abbey Road Studios in Londen. Op die dag namen The Beatles ook de voorkant From me to you op. Voor het nummer waren zes ‘takes’ nodig. Zeven kleine stukjes werden opnieuw opgenomen. Op 13 maart werd het nummer afgemaakt. Toen werd de mondharmonicapartij opgenomen. Die kostte 15 ‘takes’.
De bezetting was:
- John Lennon, zang (dubbel opgenomen), slaggitaar, mondharmonica
- Paul McCartney, achtergrondzang, basgitaar
- George Harrison, sologitaar
- Ringo Starr, drums

## Op albums
Naast de single-uitgaven verscheen Thank you girl ook op het Amerikaanse album The Beatles' Second Album van maart 1964. Het nummer werd daarvoor opnieuw gemixt. Het staat ook op de verzamelalbums Rarities uit 1978 en Past Masters, Volume One uit 1988.
Een live-uitvoering (opgenomen op 19 juni 1963, uitgezonden op 23 juni 1963) staat op Live at the BBC.

## Cover
The Smithereens namen het nummer op voor hun tribute-album B-sides The Beatles.